# 1985년 스타바댐 붕괴 사고
1985년 스타바 댐 붕괴 사고(영어: Val di Stava dam collapse)은 1985년 7월 19일 이탈리아의 스타바 댐이 붕괴하여 그 여파로 발생한 약 20만톤의 진흙 및 모래, 물이 테세로 마을을 덮쳐 268명이 사망하고 63개의 건물과 8개의 다리가 파괴된 사고이다.

## 원인
본래 스타바 댐은 광산의 폐석들이 쌓여 생긴 댐으로 크게 상부 댐과 하부 댐으로 구분되었는데, 사고 이전에 댐 외벽에 구멍이 생겨 보수작업을 실시하였으나 이것이 부실하게 작업되었고, 비까지 많이 내려 결국 수압을 이기지 못한 상부 댐이 무너지면서 그 잔해가 하부 댐으로 몰려들었고 그것을 이기지 못한 하부 댐이 붕괴되면서 발생하였다.

## 같이 보기
- 헝가리 알루미늄 공장 적니유출사고
- 바이온트댐